# Bernardo Bas
Bernardo Alejandro Bas (22 de octubre de 1919 - 2 de marzo de 1991) fue un político y abogado argentino que se desempeñó como interventor federal de la provincia de Córdoba durante la dictadura autoproclamada Revolución Argentina. 
Su salida del ejecutivo de Córdoba se dio en medio de una disputa entre los generales Alejandro Agustín Lanusse y Roberto Marcelo Levingston; este último decidió reemplazarlo por un cercano a él, José Camilo Uriburu. Durante su gestión se habían sucedidos conflictos con sindicatos peronistas, con los que había logrado mediar, aunque con su renuncia terminarían en el conflicto conocido como el viborazo.
Fue ministro de Trabajo de José María Guido entre mayo y octubre de 1963, y subsecretario de Coordinación y Cooperación Internacional del Ministerio de Relaciones Exteriores.